# Салат из зелёной папайи
Салат из зелёной папайи — блюдо в Юго-Восточной Азии.

## История
Папайя попала в Сиам (ныне Таиланд) после колумбового обмена через Малакку. По словам историка Суджита Вонгта, вариант сом там с использованием папайи как основного ингредиента, вероятно, возник в сообществах этнических китайско-лаосских поселенцев, живших на равнинах Чао-Прайя, современный центральный Таиланд. Там оно стало известно как сом там в ранний период Раттанакосина (конец XVIII — начало XIX века). Новое блюдо, наряду с папайей, затем распространилось на сегодняшний северо-восточный Таиланд (Исан) после строительства северо-восточной железной дороги на рубеже XIX—XX веков и стало более популярным после открытия дороги Миттрапап в 1957 году (через неё в регион завезли новые сорта папайи). С тех пор блюдо стало широко распространено в регионе Исана и Лаоса. Точно так же острый вкус распространился на Исан и Лаос из центрального Таиланда, где салат впервые приправили перцем чили. Исторически, острые пряности не были характерной особенностью кухни Лаоса и Изсна.
В 2011 году салат под 46-м номером был включён в список 50 самых вкусных блюд мира по версии CNN Go.

## Приготовление

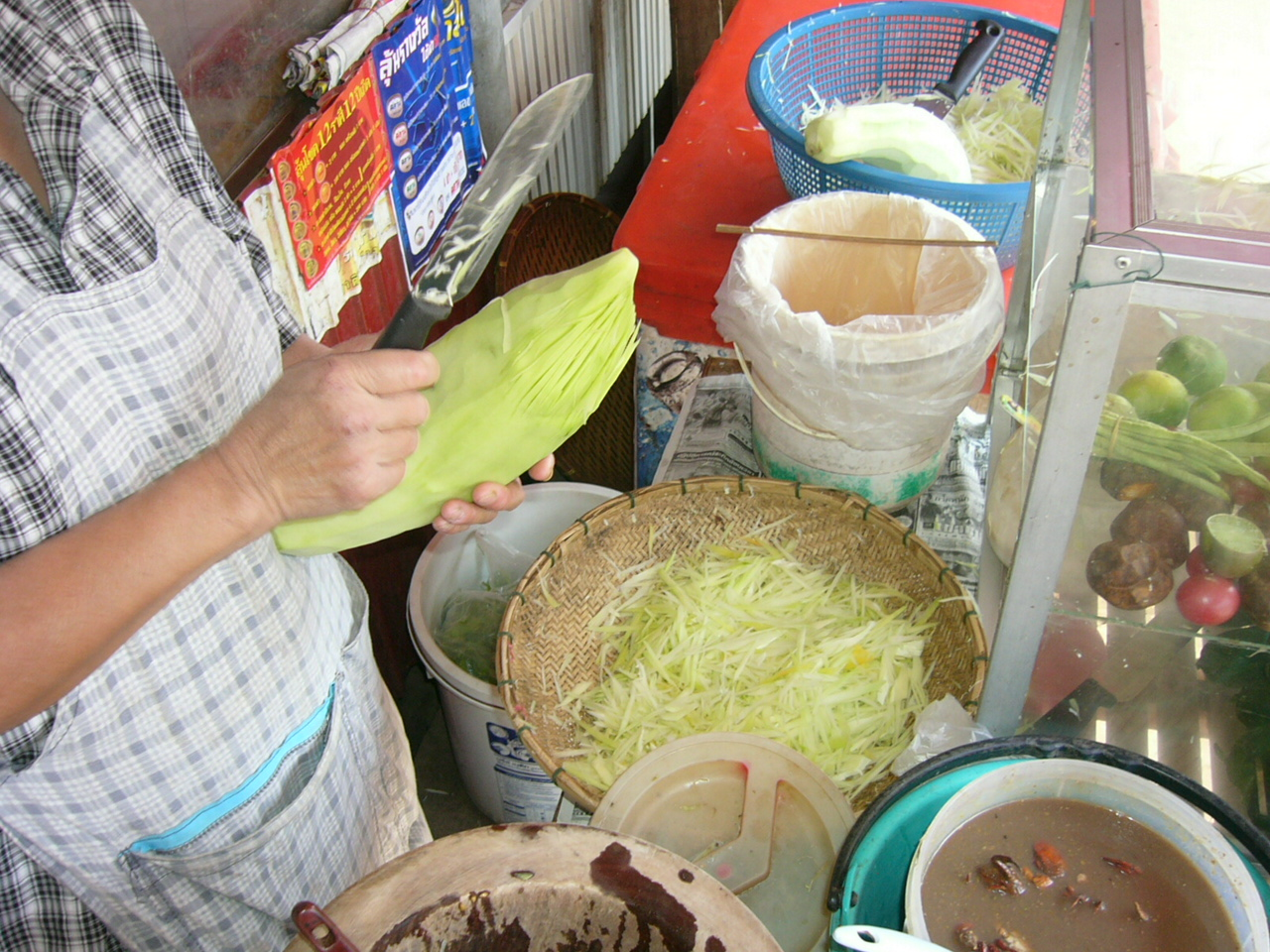
Незрелая папайя разрезается на тонкие полоски в ходе приготовления

Зелёную папайю насекают тонкими кусочками вручную. Все ингредиенты толкут в глиняной или каменной ступе, чтобы выдавить сок. Потребляется вместе с липким рисом и помидорами. Иногда в салат добавляют речных крабов семейства Parathelphusinae и соус пла ра или падек из квашенной рыбы, последние могут быть опасным для жизни, поскольку содержит микроорганизмы, которые вызывают тяжёлые болезни (кишечная палочка, стафилококк золотистый). Так как крабы сырые, правительство Таиланда и Лаоса периодически выпускают предупреждения о рисках гепатита.
Разные вариации блюда можно найти не только по всему Таиланду, но и в Камбодже, Вьетнаме. Есть версия, что салат из зелёной папайи происходит из Лаоса. На Западе он более известен под своим тайским названием. Неострая версия салата с зелёной папайей также существует в Лаосе, Вьетнаме и Таиланде, она намного слаще; часто содержит измельчённый арахис, однако рыбный соус или крабов добавляют реже.